# Manchesterska škola (antropologija)
Naziv Manchesterska škola se odnosi na znanstveni rad antropologa okupljenih oko Odsjeka za socijalnu antropologiju na Sveučilištu u Manchester-u kojeg je osnovao Max Gluckman 1947. godine.
Karakteristična značajka ove škole je naglašavanje analize slučaja kao načina prikupljanja znanstvenih podataka. Riječ je o metodi koja ukljičuje detaljnu analizu određene društvene pojave (npr. života pojedinca) s ciljem utvrđivanja pretpostavljanih teza. U radu Odsjeka vide se utjecaji marksističkih shvaćanja društva, osobito u njihovom interesu za društvene konflikte. Zanimaju se za pitanja konflikta i pomirbe u manjim zajednicama i organizacijama, te napetosti u odnosu između pojedinca i društvene strukture.
Predstavnici ove škole također su imali značajan utjecaj u konstruiranju teorije socijalne mreže.

## Značajniji predstavnici
- Max Gluckman
- F. G. Bailey - Gluckmanov student
- John Barnes - Gluckmanov student, radi s njim na Rhodes-Livingstone Institutu
- Fredrik Barth - Gluckmanov student, radi s njim na Rhodes-Livingstone Institutu
- Elizabeth Bott
- Abner Cohen - Gluckmanov student
- Elizabeth Colson - radi na Rhodes-Livingstone Institutu
- Ian Cunnison
- A. L. Epstein - radi s Gluckmanom na Rhodes-Livingstone Institutu
- Ronald Frankenberg - Gluckmanov student
- J. F. Holleman - radi s Gluckmanom na Rhodes-Livingstone Institutu
- Bruce Kapferer - Gluckmanov student
- M. G. Marwick - radi s Colsonom na Rhodes-Livingstone Institutu
- J. Clyde Mitchell - suosnivač Rhodes-Livingstone Instituta
- Thayer Scudder  - radi na Rhodes-Livingstone Institutu
- Victor Turner - Gluckmanov student, radi s njim na Rhodes-Livingstone Institutu
- J. Van Velsen - radi s Gluckmanom na Rhodes-Livingstone Institutu
- M. Warwick - radi s Gluckmanom na Rhodes-Livingstone Institutu
- R. Werbner - Gluckmanov student
- J. Watson - radi s Gluckmanom na Rhodes-Livingstone Institutu

## Vanjske poveznice
- Photographic essay: Manchester School and background  Arhivirana inačica izvorne stranice od 6. veljače 2012. (Wayback Machine)
- Anthropological Theories: The Manchester School by Anna Schmidt  Arhivirana inačica izvorne stranice od 2. veljače 2007. (Wayback Machine)
- Africanizing Anthropology: Fieldwork, networks, and the making of cultural knowledge in Central Africa, by Lyn Schumaker. Durham, NC and London: Duke University Press. 2001. Book review by Adam Kuper. Kuper African Affairs (London 102: 163-164). 2003.